# さいたま市営大宮球場
さいたま市営大宮球場（さいたましえい おおみやきゅうじょう）は、埼玉県さいたま市大宮区寿能町二丁目の大和田公園内にある野球場。通称はレジデンシャルスタジアム大宮（レジデンシャルスタジアムおおみや）。
施設はさいたま市が所有し、さいたま市公園緑地協会が指定管理者として運営管理を行っている。なお、さいたま市の条例ではさいたま市大和田公園野球場（さいたまし おおわだこうえんやきゅうじょう）という名称とされており、市の資料などではこの名称で記述される場合もある。

## 歴史

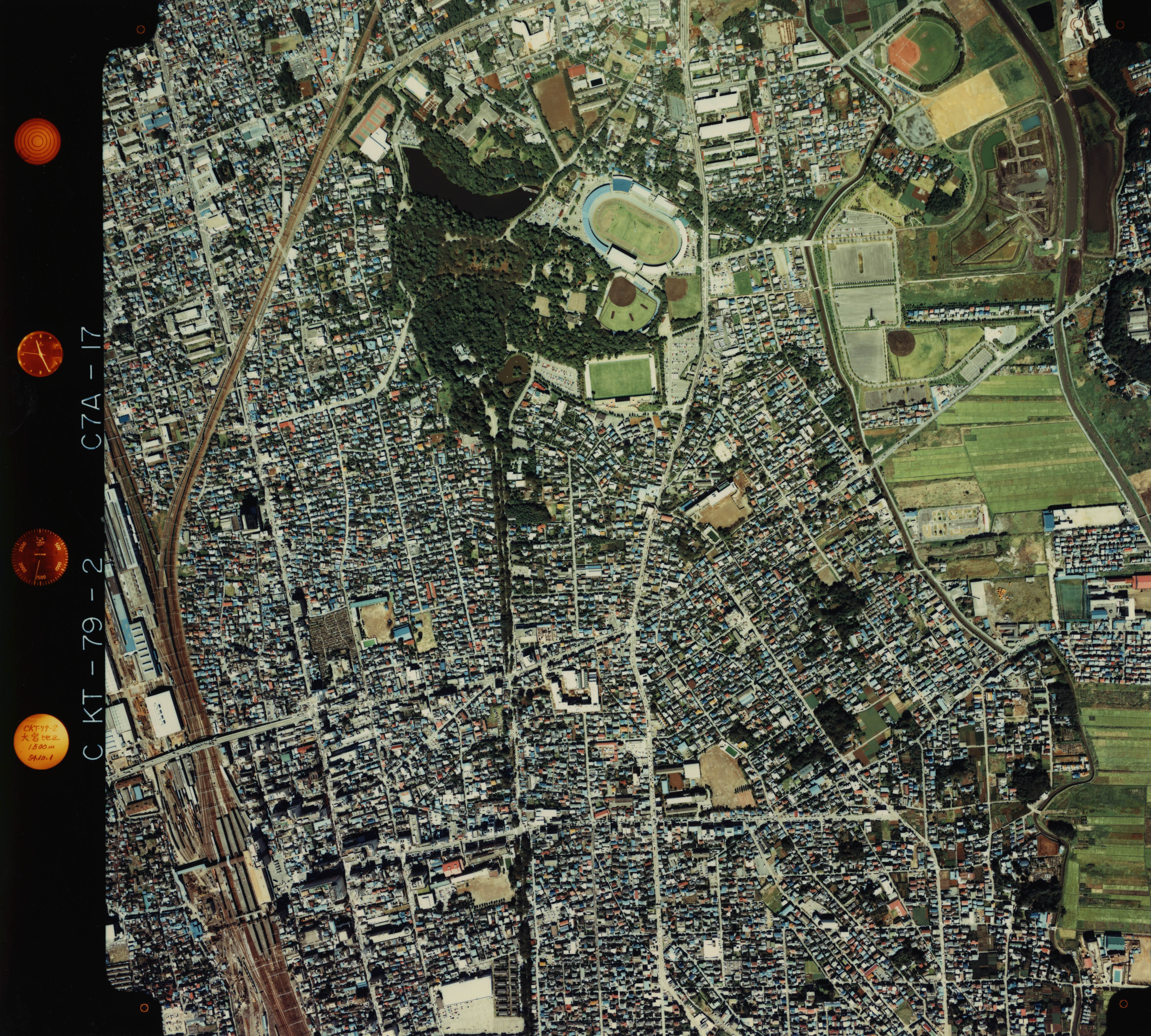
1979年頃の大宮公園。写真右上付近が当球場

1967年（昭和42年）8月10日、大宮市により大宮市営球場（おおみやしえいきゅうじょう）として完成。かつての見沼を干拓した見沼田んぼに建設され、この年に埼玉県で開催された第22回国民体育大会（清新国体）の高校野球（硬式）の会場として使用された。以来、大宮公園にある埼玉県営大宮公園野球場とともに、高校野球などアマチュア公式戦が開催されるほか、プロ野球イースタン・リーグ（二軍）公式戦も開催されている。2022年には、ベースボール・チャレンジ・リーグ（ルートインBCリーグ）の埼玉武蔵ヒートベアーズが公式戦1試合を計画し、同年4月13日に実際に開催された。2023年には開催が4試合に増加した。
1984年（昭和59年）から1988年（昭和63年）にかけて改修工事が行われ、照明設備の設置、内野スタンドの改築、スコアボードの電動化を行った。これと入れ替わる形で、1989年（平成元年）の秋季大会から1992年（平成4年）の春季大会にかけて、県営大宮球場が大規模な改築工事を受けることとなり、市営球場は県営球場に代わって埼玉県の高校野球公式戦の主会場として使用されたほか、関東大会でも使用された（ただし夏季の埼玉大会については、開会式と準決勝戦以降は西武ライオンズ球場で開催した）。
2001年（平成13年）5月1日、浦和市・大宮市・与野市が合併しさいたま市が発足したことに伴い、現名称に改称した。
2020年（令和2年）10月28日、さいたま市は、新たな財源確保を行い公園施設の維持管理に充てることで市民サービスの向上を図るため、さいたま市大和田公園野球場の施設命名権（ネーミングライツ）を売却することを発表、同年11月2日から11月30日までネーミングライツパートナーを募集するとした。募集を終えた後の同年12月11日に、「さいたま市大和田公園野球場ネーミングライツ審査委員会」にて、ネーミングライツパートナー優先交渉権者を東京都足立区の不動産会社「株式会社レジデンシャル不動産」に決定。2021年（令和3年）3月4日には、同社と基本合意に至ったことが発表された。同年6月30日に同社と本契約を締結し、翌7月1日から通称が「レジデンシャルスタジアム大宮」（略称は「レジスタ大宮」）となった（2024年〈令和6年〉3月31日まで）。同日は除幕式も行われた。2024年3月にネーミングライツパートナー契約の更新を行い、当初の期間満了日の翌日となる同年4月1日から2027年〈令和9年〉3月31日までの3年間の期間で合意した。
なお、市営大宮球場がある大和田公園は、大宮公園の一部である大宮第二公園に近接している。

## 主なエピソード
- 1994年4月26日に行われたイースタン公式戦・ヤクルトスワローズ対西武ライオンズ2回戦は、ヤクルト先発山部太、西武先発竹下潤の両左腕が共に無安打で完投した。試合は5回、ヤクルトが失策で出塁した走者を幸田正広がスクイズで還し1点を挙げ、結局これが決勝点となり1－0でヤクルトが勝利。山部はイースタン史上15度目のノーヒットノーランを達成した。この試合は日本プロ野球史上初となる「両チーム無安打試合」となった。
- 鈴木信也原作の漫画、『Mr.FULLSWING』に実名で登場しているが、現実には県営大宮球場で行われる準決勝がこちらで行われている。

## 施設概要

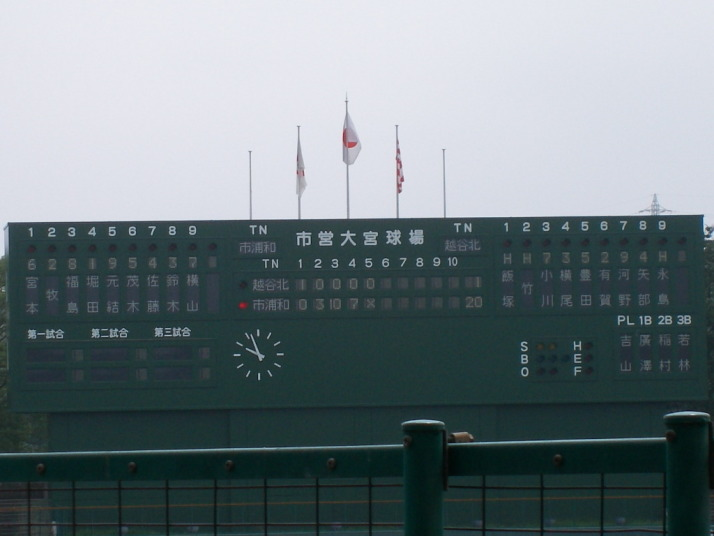
スコアボード
（画像は高校野球埼玉選手権大会時）

- 内野：クレー、外野：天然芝[1]
- 両翼：91 m、中堅：122 m[1]
- 照明設備：6基
- スコアボード：磁気反転式
- 収容人員：10,000人（外野席は芝生席）[1]

## 交通
- 東武野田線（東武アーバンパークライン）大宮公園駅下車、徒歩約10分
- 東武野田線（東武アーバンパークライン）大和田駅下車、徒歩約15分